# Цэндийн Дамдинсурэн
Цэндийн Дамдинсурэн (монг. Цэндийн Дамдинсүрэн?, ᠴᠡᠨᠳᠡᠶᠢᠨ 
ᠳᠠᠮᠳᠢᠨᠰᠦ᠋ᠷᠦᠩ?, 1908—1986) — монгольский учёный-лингвист, писатель и поэт. Автор гимна Монголии, первого крупного русско-монгольского словаря, поэтического перевода «Сокровенного сказания» на современный монгольский язык. Народный писатель Монголии (1986).
Известен как крупный политический деятель: секретарь маршала Чойбалсана, главный редактор центрального органа печати Монголии газеты «Унэн», генеральный секретарь Академии Наук МНР и Союза писателей МНР.
Участвовал в кириллической реформе монгольского языка.
Академические работы в значительной части посвящены тибетологии, в том числе историческим корням эпоса «Гэсэр» и исследованию происхождения Калачакра-тантры.

## Биография
Дамдинсурэн родился во Внешней Монголии на территории современного сомона Матад аймака Дорнод в 1908 году. В ранние годы он был более политически активен в монгольской революционной лиге молодежи, где он был избран в ЦК в 1926 году, и в конечном итоге стал редактором его публикаций. Позднее он стал председателем совета монгольских профсоюзов и принимал участие в коллективизации и арестах. В 1932 году он присоединился к МНРП. В 1933 году он продолжил своё образование в Ленинграде.
По возвращении в Монголию в 1938 году, Дамдинсурэн стал союзником Ю. Цэдэнбала, будущего премьер-министра и главы страны. Он способствовал переходу от вертикально письменного классического старомонгольского письма, чтобы адаптировать язык к кириллице. Он был вынужден это сделать, так как он был одним из политически репрессированных и был заключен в тюрьму, где ему угрожали смертной казнью. Позже он признался, что отказ от классического старомонгольского письма — одна из ошибок его жизни. Между 1942 и 1946 годами он был редактором партийной газеты «Унэн». В 1959 году он стал председателем Комитета наук, и между 1953 и 1955 годами он являлся председателем Союза писателей.

## Работы
Дамдинсурэн известен как поэт. Он также работал над прозой и литературными исследованиями, а также перевел Сокровенное сказание монголов на современный монгольский язык. Идеи его стихов и прозы были в значительной степени основаны на устных литературных традициях Монголии, которые он развивал в классической монгольской литературе XX века. Экранизация его роман Гологдсон хуухэн (монг. Гологдсон хүүхэн, Отвергнутая девушка) стала одним из популярных фильмов 1960-х годов.
Он создал первый большой русско-монгольский словарь и написал текст национального гимна, который был в использовании между 1950 и 1962 годами, и после 1991 года.

## Семья
- Жена — Любовь Владимировна Зевина[1]
  - Сын — Лев Дандинсурунович Цендин (1937—2012), доктор физико-математических наук, профессор кафедры физики плазмы Санкт-Петербургского государственного политехнического университета[2];
  - Сын — Константин Дамдинович Цэндин (1942—2018), доктор физико-математических наук, профессор кафедры физики твердого тела Санкт-Петербургского государственного политехнического университета[3];
  - Сын — Михаил Дамдинович Цендин (род. 1946), экономист, главный специалист отделения «Ленэнерго»[1];
  - Дочь — Анна Дамдиновна Цендина (род. 11 августа 1954), российский востоковед монголист-тибетолог, д. ф. н., профессор Института классического Востока и античности НИУ ВШЭ[4][5].

## Сочинения
- Дамдинсурэн Ц. Избранное. — М., 1958.
- Дамдинсурэн Ц. «Рамаяна» в Монголии: Издание текстов, перевод, исследование. — М., 1979.